# Paleu
Paleu é uma comuna romena localizada no distrito de Bihor, na região histórica da Crișana (parte da Transilvânia). A comuna possui uma área de 47.86 km² e sua população era de 1656 habitantes segundo o censo de 2007.